# Controlul sexului la sportivi
Controlul sexului la sportivi constă dintr-un control medical și unul genetic, teste la care sunt supuse sportivele care participă la diferire competiții. Numai după absolvirea testului li se admite sportivelor să pornească de la linia de start. 

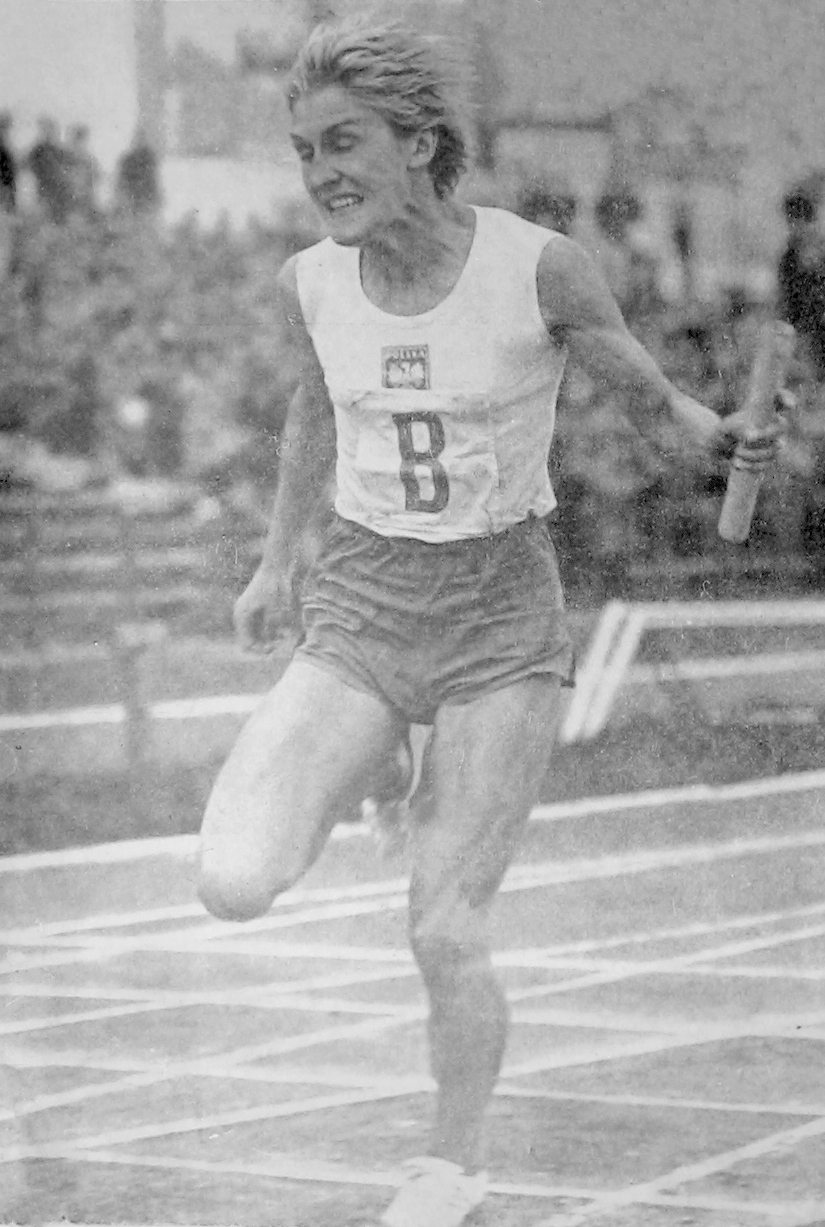
Ewa Kłobukowska exclusă în 1967 prin test

## Istoric
Testul obligatoriu la sportivele de sex feminin a fost introdus la competiția pentru campionatul mondial de atletism din anul 1966. Acest test s-a aplicat deoarece au apărut îndoieli asupra sexului feminin la unele atlete din Europa de Est și din URSS, unele din acestea fiind bănuite de a fi bărbați. Controlul consta pe atunci dintr-un simplu examen medical al corpului atletei și al organelor genitale. Atletele trebuia să apară complet goale la în fața comisiei medicale, care palpau corpul și organele genitale externe ale atletei examinate. La control se examina amănunțit vaginul, pentru a exclude posibilitatea existenței unui penis la atletă. Unele atlete s-au simțit înjosite de acest procedeu de examinare, procedeu care a fost criticat de o serie de țări care trimiteau atletele la concurs.
Comitetul Olimpic Internațional a luat măsuri în anul 1967 pentru a schimba metoda controlului medical, care, din acel moment, constă în luarea unei probe de pe mucoasa bucală, cu un tampon de vată, probă prin care este examinată prin metode de laborator concentrația unor hormoni sexuali. Prin acest test se stabilește sub microscop și existența celor doi cromozomi X, specifici pentru femei. Acest test a fost aplicat pentru prima oară în anul 1968 la Jocurile Olimpice de iarnă de la Grenoble și la Jocurile Olimpice de vară din Mexic, sportivele care nu îndeplineau aceste condiții fiind excluse din competiție.
Din anul 1990 testul de stabilirea sexului a fost suspendat, fiind aplicat numai în unele cazuri dubioase. În Norvegia, de exemplu ,astfel de teste sunt complet interzise. În anul 1996 atletele la Jocurile Olimpice de vară din Atlanta, testul a fost totuși aplicat, ceea ce a cauzat o serie costuri suplimentare serioase. La cele 3.387 de atlete controlate s-a constatat la trei atlete o concentrație mai mare de hormoni androgeni (masculini), iar la opt atlete s-a depistat un defect al enzimei Steroid-5α-Reductază, care se presupune că ar fi cauzată de o gonadoectomie (operație de sterilizare). Celor opt atlete li s-a permis totuși să participe la competiția sportivă.
Cele mai noi măsuri admit atletelor transsexuale și a celor care au avut o operație de extirpare a gonadelor să participe la concursuri, totuși mai există unele controverse care urmau să fie rezolvate la Jocurile Olimpice de vară din Beijing din anul 2008.

## Cazuri individuale
| Rezultate pozitive la testele de la Jocurile Olimpice | Rezultate pozitive la testele de la Jocurile Olimpice | Rezultate pozitive la testele de la Jocurile Olimpice | Rezultate pozitive la testele de la Jocurile Olimpice |
| Anul                                                  | Locul                                                 | Test poz.                                             | Nr. atlete total. rotunjit                            |
| ----------------------------------------------------- | ----------------------------------------------------- | ----------------------------------------------------- | ----------------------------------------------------- |
| 1972                                                  | München                                               | 3                                                     | 1280                                                  |
| 1976                                                  | Montreal                                              | 0                                                     | 1800                                                  |
| 1984                                                  | Los Angeles                                           | 6                                                     | 2500                                                  |
| 1992                                                  | Albertville                                           | 15                                                    | 2000                                                  |
| 1996                                                  | Atlanta                                               | 8                                                     | 3000                                                  |

- 1932: Stanisława Walasiewicz, (atletă poloneză) medaliată cu aur (100 m plat) la Jocurile Olimpice de vară în Los Angeles, a fost un bărbat
- 1936: Dora Ratjen, (atletă germană) la Jocurile Olimpice de vară în Berlin
- 1964: Ewa Kłobukowska, (atletă poloneză) la Jocurile Olimpice de vară în Tokio
- 1966: Tamara Press și sora ei Irina Press (atlete sovietice) și Iolanda Balaș (atletă română) n-au mai participat la Jocurile Olimpice după introducerea testelor obligatorii, creând suspiciune[2]
- 1967: Erik(a) Schinegger, (schioare austriacă), a fost depistată ca fiind bărbat
- 1986: María José Martínez-Patiño, (atletă spaniolă) a fost depistat ca bărbat, ulterior reabilitată
- 1992: conform unor informații, puse la dispoziție de Johann Olav Koss în 2000, o atletă care era mamă a doi copii a picat primul test simplificat, plecând dezgustată de la Barcelona fără să se mai supună unor teste suplimentare
- 1996: la Jocurile Olimpice de vară în Atlanta au fost rezultate dubioase la 8 atlete
- 2006: Santhi Soundarajan, (atletă indiană) i-a fost retrasă medalia de argint
- 2009: Caster Semenya, (atletă sudafricană) a fost găsită că are testicule; se așteaptă hotărârea oficială.